# Dawang (köping i Kina, Henan)
Dawang (kinesiska: 大王, 大王镇) är en köping i Kina. Den ligger i provinsen Henan, i den centrala delen av landet, omkring 240 kilometer väster om provinshuvudstaden Zhengzhou. Antalet invånare är 56 067. Befolkningen består av 28 006 kvinnor och 28 061 män. Barn under 15 år utgör 13,0 %, vuxna 15-64 år 76 %, och äldre över 65 år 10,0 %.
Genomsnittlig årsnederbörd är 661 millimeter. Den regnigaste månaden är juli, med i genomsnitt 151 mm nederbörd, och den torraste är december, med 3 mm nederbörd.